# Hubenov (okres Jihlava)
Obec Hubenov (německy Steindorf) se nachází v okrese Jihlava v Kraji Vysočina. Žije zde 147 obyvatel.

## Název
Název se vyvíjel od varianty Steindorf (1366), Hubenuow (1467), Hubenow (1468, 1604), Steindof (1842), Hubenov a Steindorf (1854). Pojmenování Hubenov může být odvozeno od osobního jména Hubený či pravděpodobněji od přídavného jména hubený, což by odkazovalo na chudobu tamního obyvatelstva.

## Historie
První písemná zmínka o obci pochází z roku 1366.
V letech 1869–1890 sem příslušela vesnice Dvorce. V letech 1869–1910 byla Ježená osadou Hubenova.

## Přírodní poměry
Hubenov leží v okrese Jihlava v Kraji Vysočina. Nachází se 3 km jižně od Ježené, 7 km západně od Rantířova, 3 km severozápadně od Mirošova, 1 km severně od Jedlova a 2 km jihovýchodně od Dušejova. Geomorfologicky je oblast součástí Křemešnické vrchoviny a jejího podcelku Humpolecká vrchovina, v jejíž rámci spadá pod geomorfologický okrsek Vyskytenská pahorkatina. Průměrná nadmořská výška činí 578 metrů. Západní hranici tvoří Jedlovský potok, východní pak Maršovský potok, na němž se nachází vodní nádrž Hubenov.

## Obyvatelstvo
Podle sčítání 1921 zde žilo v 24 domech 169 obyvatel, z nichž bylo 93 žen. 157 obyvatel se hlásilo k československé národnosti, 12 k německé, všech 169 obyvatel se hlásili k Římskokatolické církvi.
| Rok            | 1869 | 1880 | 1890 | 1900 | 1910 | 1921 | 1930 | 1950 | 1961 | 1970 | 1980 | 1991 | 2001 |
| Počet obyvatel | 171  | 152  | 138  | 129  | 157  | 169  | 142  | 143  | 153  | 157  | 142  | 153  | 148  |

## Obecní správa a politika

### Základní sídelní jednotky
Obec se nečlení na místní části, má jediné katastrální území pojmenované Hubenov, na němž se nacházejí 2 základní sídelní jednotky – Nový Hubenov a Starý Hubenov.

### Členství ve sdruženích
Hubenov je členem Mikroregionu Dušejovsko a Místní akční skupiny Třešťsko.

### Zastupitelstvo a starosta
Obec má sedmičlenné zastupitelstvo, v jehož čele stojí starostka Nikola Marková.
| Období    | Voliči | Účast v % | Mandáty | Výsledky                         | Starosta       |
| --------- | ------ | --------- | ------- | -------------------------------- | -------------- |
| 2002–2006 | 115    | 64,35     | 7       | 7 Nezávislí kandidáti Hubenov    | Jiří Novák     |
| 2006–2010 | 117    | 81,20     | 7       | 5 SNK 1 2 ODS                    | Libor Barák    |
| 2010–2014 | 113    | 70,80     | 7       | 7 SDRUŽENÍ NEZÁVISLÝCH KANDIDÁTŮ | Libor Barák    |
| 2014–2018 | 129    | 75,97     | 7       | 7 SNK - HUBENOV 2014             | Petr Paul      |
| 2018-2022 | 119    | 63,03     | 7       | 7 Obec Hubenov                   | Libor Barák    |
| 2022-2026 | 119    | 56,30     | 7       | 7 Obec Hubenov                   | Nikola Marková |

## Hospodářství a doprava
V obci sídlí firmy JISTAV-PF, s.r.o. a GALLUS EXTRA, s.r.o., dále pak chov hospodářských zvířat a výrobna rakví. Obcí prochází silnice II. třídy č. 602 z Jedlova do Jihlavy. Dopravní obslužnost zajišťuje dopravce ICOM transport. Autobusy jezdí ve směrech Pacov, Pelhřimov, Jihlava, Černovice, Opatov, Čechtice, Vyskytná, Nový Rychnov.

## Školství, kultura a sport
Místní děti dojíždějí do základní školy v Dušejově. Působí zde Sbor dobrovolných hasičů Hubenov. Sídlí zde knihovna.